# Sven Zahnleiter
Sven Zahnleiter (* 13. September 1972) ist ein ehemaliger deutscher Fußballspieler.

## Sportlicher Werdegang
Zahnleiter spielte in der Jugend bei den Mannheimer Stadtteilvereinen VfB Gartenstadt und Vogelstang, ehe er sich dem SV Waldhof Mannheim anschloss. Hier rückte er als Spieler der Amateurmannschaft in den Erwachsenenbereich auf, kam aber am letzten Spieltag der 46 Partien umfassenenden Spielzeit 1992/93 erstmals für die in der 2. Bundesliga antretende Profimannschaft zum Einsatz. Bei der 3:4-Niederlage beim Wuppertaler SV wurde er von Waldhof-Trainer Klaus Toppmöller für Uwe Freiler eingewechselt, als Tabellenvierter verpasste der kurpfälzische Klub den Wiederaufstieg in die deutsche Beletage. Nachdem unter Toppmöllers Nachfolger Jürgen Sundermann die Mannschaft nur im hinteren Tabellenbereich stand, kam es im Verlauf der folgenden Spielzeit zum Trainerwechsel. Unter Nachfolger Valentin Herr kam er im Schlussspurt der Spielzeit 1993/94 zu drei weiteren Kurzeinsätzen in der zweiten Liga, als die Mannschaft auf dem achten Tabellenplatz landete.
Später spielte Zahnleiter für den SV Sandhausen, nachdem dieser 1996 aus der Regionalliga Süd in die Oberliga Baden-Württemberg abgestiegen war. Am Ende der Spielzeit 1998/99 wurde er mit dem Klub hinter dem VfR Aalen Vizemeister, in der anschließenden Aufstiegsrunde zur Regionalliga Süd verpasste er mit dem Klub nach zwei Unentschieden den Sprung in die Drittklassigkeit. In der Spielzeit 1999/2000 gelang als Meister der Aufstieg, er wechselte jedoch zum Absteiger TSG Weinheim in die Verbandsliga Baden. Nach dem direkten Wiederaufstieg pendelte er mit der Mannschaft unter anderem an der Seite von Ex-Schalke- und -Waldhof-Profi David Wagner zwischen den Spielklassen, ab 2004 trat er dann nur noch in der Reservemannschaft des Klubs an. 2005 wechselte er zum badischen Landesligisten TSV Amicitia Viernheim, ehe er beim Mannheimer Klub SC 1910 Käfertal die Karriere ausklingen ließ.
Später kehrte Zahnleiter als Jugendtrainer zum VfB Gartenstadt zurück. Anfang 2021 übernahm er den Trainerposten bei der zweiten Mannschaft des VfR Mannheim. Im Frühsommer 2022 übernahm er das Amt des sportlichen Leiters beim VfB Gartenstadt.